# Шаргало Віра Мартинівна
Віра Мартинівна Шаргало (30 вересня 1912 — 23 квітня 2005) — Герой Соціалістичної Праці.

## Біографічні відомості
Народилася 30 вересня 1912 року. У шістнадцятирічному віці вступила до колгоспу ім. Леніна с. Михайлівка Шаргородського району Вінницької області, пізніше обрана ланковою. 
Указом № 2580 від 16.02.1948 Президія Верховної Ради СРСР присвоїла В.М. Шаргало звання Героя Соціалістичної Праці із врученням Золотої Зірки та ордена Леніна. Ланка Віри Мартинівни виростила урожай пшениці 30,81 ц/га на площі 8 га. 
Пропрацювала в колгоспі до 1971 року. Після виходу на пенсію, також ходила на допоміжні роботи, допомагала зі збором урожаю кукурудзи та інших культур.
Померла 23 квітня 2005 року, похована в с. Михайлівка.